# Mikkel Pedersen Gønge
Mikkel Pedersen Gønge (også Gynge, Gjønge) (ca. 1518 – 1587) var en dansk høvedsmand og friskyttekaptajn.
Ifølge nogle kilder født i Glimager (Glimåkra) i det nordlige Skåne.
Den ældste dokumentation om Mikkel Pedersen er fra den 9. november 1559 og er et brev fra Frederik 2., hvor kongen giver Mikkel Pedersen tilladelse til at bosætte sig, hvor han ønsker det, inden for det danske riges grænser.
Han kom til at spille en vigtig rolle under Den Nordiske Syvårskrig som chef for de såkaldte hageskytter fra Gønge Herred og blev snart én af feltherren Daniel Rantzaus mest fortrolige mænd. Efterhånden som krigen udviklede sig, blev den skånske gøngegarde den mest populære og pålidelige inden for den danske krigsmagt.
For sine indsatser for Danmark blev Mikkel Pedersen adlet den 31. maj 1571 og var resten af sit liv "Høvidsmand for hageskytterne". Adskillige breve fra 1573-78 vidner om, at han altid stod til tjeneste ved hvervninger i de skånske skovegne.